# Ljudmedier
Ljudmedier är en typ av medier som förmår att lagra ljudinformation och som vid avspelning förmår att förmedla det lagrade ljudet.

## Analoga

### Mekaniska
- LP

### Magnetiska
- CC

## Digitala

### Magnetiska
- DAT
- DCC

### Optiska
- CD
- MiniDisc
- SACD
- DVD-Audio